# Teoctisto di Napoli
Teoctisto di Napoli (fl. IX secolo) è stato Duca di Napoli in un periodo molto confuso per la storia del Ducato, e regnò dopo l'818 (la data effettiva di insediamento è incerta) sino al 821.
Alla morte del Duca Antimo aspre lotte di successione si aprirono in città, essenzialmente a causa dell'elevato numero di pretendenti al seggio ducale ed al vuoto di potere lasciato dal precedente regnante che non consentì ai nobiliores napoletani la designazione del nuovo Duca.
Il popolo, viste le incertezze dei nobili, con un colpo di mano invase il Pretorio con l'appoggio degli alti gradi della gerarchia militare, costringendo l'invio di una delegazione in Sicilia per sollecitare la scelta del nuovo Duca da parte del Patrizio.
Con l'invio dalla Sicilia del nuovo Duca, Teoctisto appunto, che, peraltro, se chiuse un periodo di lotte portò a Napoli un Duca essenzialmente militare; si determinò dunque una perdita di autonomia del Ducato che tornò in pratica sotto l'influenza diretta bizantina.
Il Duca fu ben presto sostituito ed un nuovo regnante fu inviato dalla Sicilia, Teodoro II, giunto in città nell'821.